# Кутлуг-Буга (даруга Крыма)
Кутлуг-Буга — один из аристократов Золотой Орды, при хане Джанибеке был беклярбеком, далее был даругой Крыма, правивший в Солхате, и в этой должности оказывал большую поддержку Мамаю.
В 1363 году участвовал в битве на «Синих Водах» (река Синюха, приток Южного Буга) против войск великого князя литовского Ольгерда, где татарские войска, возглавляемые сторонниками Мамая — Кутлуг-Бугой, Хаджи-беком, наместником Кырк-Ера, и Демир-беем, одного из золотоордынских беев, были разгромлены литовцами, а сам Кутлуг-Буга погиб во время битвы. 